# Последний человек (фильм)
«Последний человек» (нем. Der letzte Mann, англ. The Last Laugh, в советском прокате — «Человек и ливрея») — немой экспрессионистский фильм, снятый в 1924 году Фридрихом Вильгельмом Мурнау. В главной роли престарелого портье снялся 40-летний Эмиль Яннингс.
Операторская работа Карла Фройнда изобилует экспериментальными приёмами, многие из которых были использованы впервые (например, сползающая вниз шатающаяся камера, показывающая мир глазами пьяного портье).

## Сюжет
В центре сюжета — престарелый портье высококлассного отеля. В его обязанности входит встречать клиентов, открывать им двери, относить и выгружать багаж. Большой, высокий и крепкий мужчина, он очень гордится своей должностью; красивая, тщательно вычищенная и выглаженная форма с блестящими медными пуговицами внушает его соседям почтение и уважение. Но всё меняется, когда из-за старости его переводят на другую должность, требующую меньше физического напряжения: теперь он будет подавать постояльцам полотенца в туалете отеля. Сначала он не может в это поверить, но унизительная процедура сдачи формы, а затем и новый портье (куда более молодой и крепкий) убеждают его в том, что это правда. Перевод на другую должность старик (и зрители) воспринимает как величайшее несчастье; он пытается уговорить менеджера, затем выкрадывает форму и идёт в ней на свадьбу племянницы (чтобы близкие не узнали о его унижении). Однако всё тщетно: родным, а за ними и соседям становится известно о его несчастье, и в один миг из уважаемого человека он становится посмешищем. Портье, будучи не в состоянии каким-либо образом изменить ситуацию, влачит убогую жизнь без надежды ни на что, кроме скорой смерти. Только встретившийся ему ночью сторож отеля жалеет его и накрывает своим пальто.
В конце фильма Мурнау делает неожиданный ход, и интертитры сообщают зрителям: «Здесь бы и должна закончиться эта история, поскольку в реальной жизни несчастного одинокого старика вряд ли бы ждало что-то иное, кроме смерти. Автор пожалел его и придумал довольно маловероятный эпилог». Оказывается, на руках у старика, прислуживающего в туалете отеля высокомерным клиентам, умирает миллионер, завещавший все свои деньги последнему человеку, которого он увидит. На экс-портье сваливается нежданное богатство, которым он делится со сторожем, и, отобедав в отеле, парочка с триумфом уезжает на извозчике, одарив чаевыми весь персонал.

## В ролях
- Эмиль Яннингс — портье
- Мали Дельшафт — племянница
- Макс Хиллер — жених племянницы
- Эмили Курц — тётушка жениха
- Ханс Унтеркирхер — менеджер отеля
- Отто Хассе